# 5 тижнів
«5 тижнів» (рос. 5 недель) — художній фільм 2021 року режисера Олександра Андрєєва. Стрічка знята в жанрі трагікомедії. Сюжет розкриває тему людських стосунків на тлі глобальної пандемії.
Прем'єра фільму відбулася 17 вересня 2021 року в Благовєщенську на 19-му Відкритому російському фестивалі кіно і театру «Амурська осінь», де проєкт отримав дві нагороди «Золотий журавель»: за найкращу режисуру (Олександр Андрєєв) і за найкращу жіночу роль (Юлія Шубарєва). Восени 2021 року відбувся спеціальний показ фільму «5 тижнів» на студії Ленфільм, присвячений відкриттю п'ятого сезону Ленфільм-клубу.

## Сюжет
У центрі сюжету — закохана пара: Маша і Сергій. Сергій постійно у відрядженнях, тому бачиться з Машею досить рідко. Легка невизначеність у стосунках перетворюється на серйозну життєву драму, коли обидва опиняються замкненими в одній квартирі на карантині через початок пандемії.
Пройшовши через п'ять стадій прийняття неминучого, молоді люди по-новому подивляться на себе, одне на одного і на світ довкола.

## Виробництво
Зйомки фільму відбувалися восени 2020 року, коли весь світ лише вчився жити в нових умовах пандемії. Основна частина знімального процесу проходила в квартирах Санкт-Петербурга.
Кадри з порожнім містом було знято ще навесні 2020 року, коли на вулицях практично не було людей.

## У ролях
| Актор              | Роль          |
| ------------------ | ------------- |
| Артем Бистров      | Сергій        |
| Юлія Шубарєва      | Маша          |
| Андрій Шимко       | психолог      |
| Олександр Суворов  | Василь        |
| Дар'я Циберкіна    | Інна          |
| Світлана Глазиріна | мати Артема   |
| Андрій Перович     | батько Артема |
| Катерина Петрова   | Ольга         |
| Павло Маслаков     | Віталій       |
| Олександр Куликов  | таксист       |
| Данило Шигапов     | лікар         |
| Георгій Андрєєв    | Артем         |

## Знімальна група
- Режисер-постановник — Олександр Андрєєв
- Автор сценарію — Олександр Андрєєв
- Оператор-постановник — Олена Мєтла
- Художник-постановник — Олександр Суворов
- Композитор — музика гурту The Big Buddy Band, за керівництвом Віри Єгорової

## Нагороди та номінації
2021 — фестиваль «Амурская осень» (Благовєщенськ):
— Найкраща режисура (Олександр Андрєєв)
— Найкраща жіноча роль (Юлія Шубарєва)
2022 — фестиваль «Алафейская гора» (Тобольськ): участь у конкурсній програмі
2022 — фестиваль комедійних фільмів «Гелос» (Москва): участь у конкурсній програмі
2022 — Забайкальський міжнародний кінофестиваль (Чита): пізня прем'єра
2022 — фестиваль «Западные ворота» (Псков): участь у конкурсній програмі

## Відео
- Офіційний трейлер  на YouTube